# جمعية المرأة اليمنية
جمعية المرأة اليمنية هي منظمة نسائية في شمال اليمن. تأسست عام 1965، كجزء من ظهور الحركة النسائية في شمال اليمن، واندمجت عام 1990 مع الاتحاد العام لنساء اليمن في جنوب اليمن (تأسس عام 1968) لتشكيل اتحاد نساء اليمن.

## تاريخ
وفي عام 1955، أنشأت منظمة الصحة العالمية معهداً للتمريض في صنعاء تعمل فيه نساء مصريات ولبنانيات، وسُمح له باستقبال الطالبات اليمنيات. تم إغلاق هذا المعهد عندما انخرطت نساء المعهد في حقوق المرأة وقمن بمظاهرة في عام 1960 للمطالبة بحقوق المرأة في الدراسة والعمل. وفي عام 1964م افتتحت بعثة مصرية مبادرة في تعز لمحاربة الأمية بين النساء، مما أدى إلى تنظيم الحركة النسائية في شمال اليمن في صورة جمعية نساء اليمن عام 1965م برئاسة فاطمة العولقي.  وانتقلت إلى صنعاء بقيادة سناء حورية ومؤيد فتحية الجرافى عام 1967م.
كان شمال اليمن أكثر تحفظًا بكثير من جنوب اليمن، ولم تنجح الحركة النسائية في تحقيق نفس النجاح الذي حققته في الجنوب. بعد سقوط النظام الملكي في عام 1962، لم يفعل النظام الجديد الكثير لإصلاح وضع المرأة في المجتمع باستثناء حملة محو الأمية في عام 1978 وإدخال حق المرأة في التصويت في عام 1980. وواجهت الحركة النسائية معارضة عنيفة. في عام 1973م، تم اقتحام وتدمير دار جمعية نساء اليمن في صنعاء من قبل متعصبين ولم تتمكن من فتح أبوابها مرة أخرى إلا في عام 1977م في عهد رؤوفة حسن. 
في 22 مايو 1990، توحد اليمن الجنوبي والشمالي لتشكيل الجمهورية اليمنية. خلال الوحدة، توحدت المنظمات النسائية من كلا البلدين: اندمجت جمعية نساء اليمن مع الاتحاد العام لنساء اليمن في الجنوب لتشكيل اتحاد نساء اليمن.